# Aucaleuc
Aucaleuc (bret. Oskaleg) to miejscowość i gmina we Francji, w regionie Bretania, w departamencie Côtes-d’Armor.
Według danych na rok 1990 gminę zamieszkiwało 601 osób, a gęstość zaludnienia wynosiła 94 osoby/km² (wśród 1269 gmin Bretanii Aucaleuc plasuje się na 777. miejscu pod względem liczby ludności, natomiast pod względem powierzchni na miejscu 970).